# Leukoplakie
Leukoplakie (Grieks: leukos=wit; plax=plaat, vlak) is een witte slijmvliesverandering in de mond die niet afschraapbaar is en die na het wegnemen van de oorzaak blijft zitten. Bij ongeveer 5% van de leukoplakieën, in een periode van 5 jaar, gaat de slijmvliesverandering over in kwaadaardige afwijking, bijvoorbeeld een plaveiselcelcarcinoom.

## Symptomen
Witte slijmvliesverandering op bijvoorbeeld de tongranden of de mondbodem. Soms komt het op meerdere plekken tegelijk voor. In het algemeen geeft leukoplakie geen klachten, maar soms kan het een branderig gevoel geven. 

## Verschijningsvorm
Leukoplakie kan 2 verschijningsvormen hebben:
- homogeen: vlak, egaal wit;
- niet-homogeen: niet vlak of deels witte, deels rode afwijking.

Wanneer er een rode component in het spel is, wordt het wel erytroleukoplakie genoemd. De kans op een kwaadaardige afwijking is groter bij niet-homogene leukoplakie.

## Oorzaak
Als oorzaak van leukoplakie gelden vooral rook- en alcoholgewoonten. Soms is er echter geen aanwijsbare oorzaak.

## Voorkomen
Leukoplakie komt het meest voor boven het veertigste levensjaar. En meer mannen dan vrouwen zijn bekend met deze aandoening. Dit is ongeveer 2 op 1. Vermoedelijk 1% van de bevolking heeft een leukoplastische aandoening, maar hier is nog maar weinig onderzoek naar verricht.

## Therapie
Men begint met het wegnemen van de vermoedelijke oorzaak van de leukoplakie, bijvoorbeeld roken. In sommige gevallen verdwijnen de witte veranderingen van het slijmvlies na het stoppen met roken en komt de diagnose leukoplakie te vervallen. Afhankelijk van het klinisch aspect, het histologisch beeld en de lokalisatie kan er bij een blijvende leukoplakie worden gekozen voor regelmatige controle of behandeling. Dit hangt mede af van de leeftijd of gezondheidstoestand van de patiënt. Kleine leukoplakieën (tot ongeveer 2cm) kunnen het beste worden geëxcideerd. Grote leukoplakieën kunnen behandeld worden met een CO2-laserverdamping of CO2-laserexcisie, als alternatief voor normale chirurgie. Te allen tijde moet het weggenomen weefsel histologisch worden onderzocht. Belangrijk is dat de leukoplakie - al dan niet verwijderd - langdurig gecontroleerd wordt.